# Nick Buss
Pour les articles homonymes, voir Buss.
Nicholas Gregory Buss (né le 15 décembre 1986 à Southfield, Michigan, États-Unis) est un joueur de champ extérieur de la Ligue majeure de baseball. Il joue en 2013 pour les Dodgers de Los Angeles et en 2016 pour les Angels de Los Angeles.

## Carrière
Joueur d'un collège de San Diego, Nick Buss est d'abord repêché par les Dodgers de Los Angeles au 35e tour de sélection en 2006, mais il ne signe pas de contrat et rejoint plutôt les Trojans de l'université de Californie du Sud. Il signe avec les Dodgers lorsque ceux-ci le repêchent en 8e ronde en 2008.
Buss fait ses débuts dans le baseball majeur avec Los Angeles le 14 septembre 2013. Il récolte deux coups sûrs en 8 matchs avec l'équipe en fin de saison. Son premier coup sûr au plus haut niveau est réussi à sa première partie jouée, contre les Giants de San Francisco et leur lanceur Tim Lincecum.
Le 4 mai 2014, les Dodgers perdent Buss lorsqu'il est réclamé au ballottage par les Athletics d'Oakland. Après deux saisons dans les ligues mineures avec des clubs affiliés aux Dodgers, aux Athletics et aux Diamondbacks de l'Arizona, Buss joue en 2016 dans les majeures avec les Angels de Los Angeles. En 36 matchs, il frappe son premier circuit dans les majeures, le 23 août 2016 aux dépens du lanceur R. A. Dickey des Blue Jays de Toronto.